# 페이푸스호

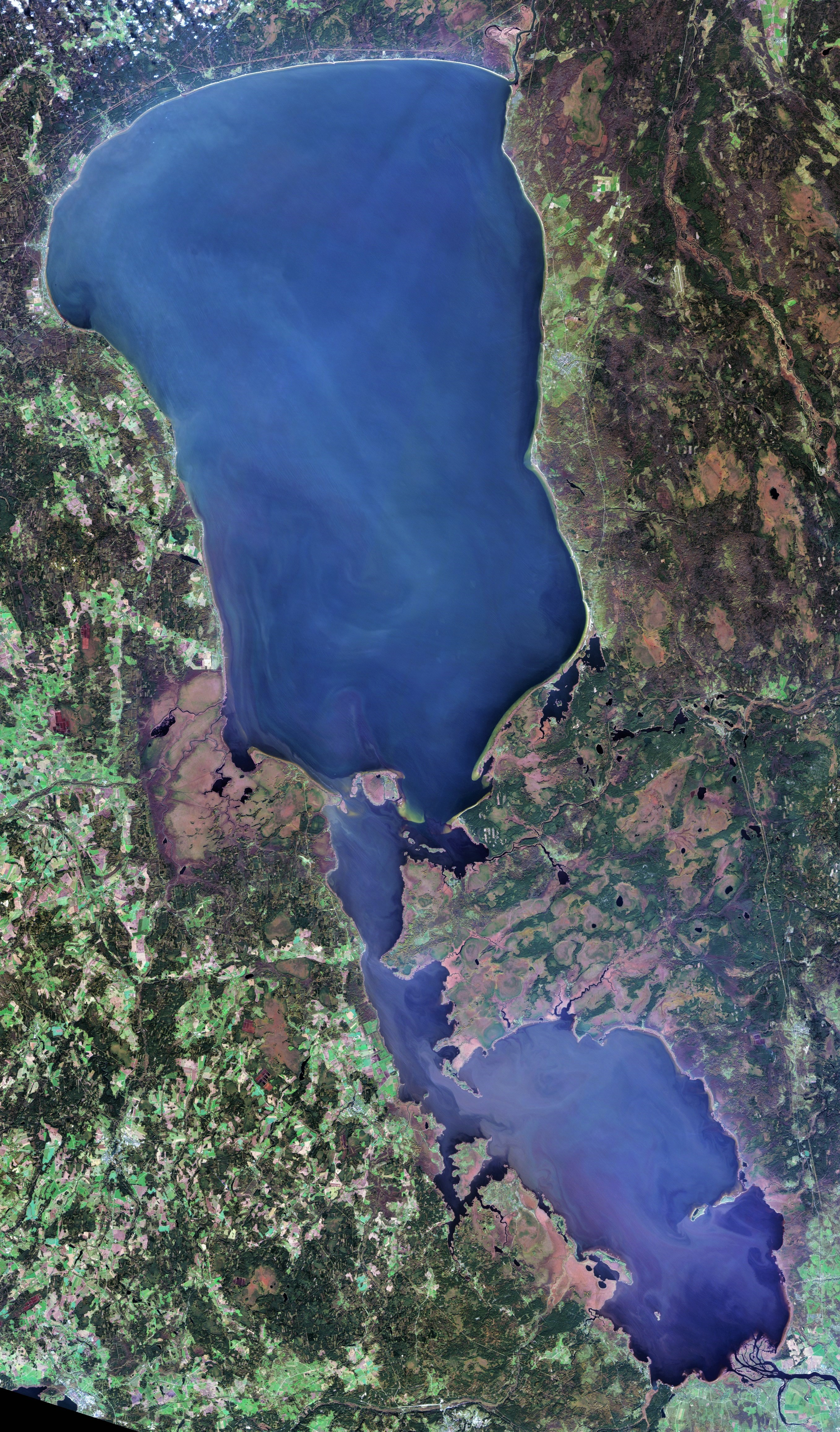
인공위성 사진

페이푸스호(에스토니아어: Peipsi-Pihkva järv, 러시아어: Чудско-Псковское озеро, 독일어: Peipussee)는 에스토니아와 러시아에 접해 있는 호수이다.
유럽에서는 5번째로 큰 호수이다. 1242년에 이곳에서 페이푸스호 전투가 일어났다.